# Isopogon divergens
Isopogon divergens är en tvåhjärtbladig växtart som beskrevs av Robert Brown. Isopogon divergens ingår i släktet Isopogon och familjen Proteaceae. Inga underarter finns listade i Catalogue of Life.